# I'm not okay (I promise)
«I'm Not Okay (I Promise)» es el segundo sencillo de la banda My Chemical Romance, perteneciente a su álbum Three Cheers For Sweet Revenge. La canción fue relanzada en noviembre de 2005 en Reino Unido. Fue certificada como disco de platino en los Estados Unidos, y aumentó la cantidad de fanes de la banda. La canción aparece en los videojuegos Burnout 3: Takedown y Guitar hero: Warriors of rock.

## Videoclips

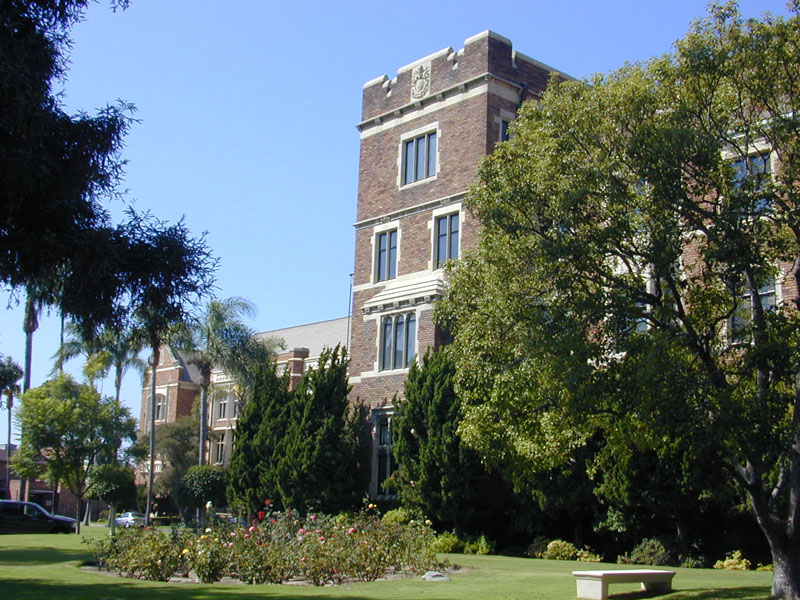
El segundo videoclip se filmó en el Loyola High School de Los Ángeles (California)

La canción cuenta con dos videoclips. El primero muestra la vida de la banda en Nueva Jersey y también imágenes en secuencia de su gira. Este fue producido por Rafaela Monfradini y Greg Kaplan, quien también fue el director. También muestra un par de fotografías de los hermanos Mikey y Gerard Way cuando eran pequeños y adolescentes.
El segundo video (quizás el más conocido) muestra la vida de cuatro estudiantes en una escuela secundaria ficticia, en forma de un tráiler cinematográfico. La banda es presentada como un grupo de estudiantes marginados que se ven repetidamente acosados y molestados por otro grupo de estudiantes. La banda trata de enfrentarse a estos estudiantes y al final del video tienen un enfrentamiento en un pasillo, la banda va armada con palos de croquet y sus enemigos con palos de lacrosse y hockey. El video fue dirigido por Marc Webb y varias escenas se filmaron en la escuela Loyola High School en Los Ángeles. Bob Bryar aparece en este video, debido a que había sido contratado por la banda solo unos días antes, pero en el video no se muestra mucho su rostro, quizás para hacer pensar que no sería un integrante definitivo; tampoco es visto con los demás integrantes en la parte del colegio y tampoco tiene créditos al final del video.

## Recepción
La canción alcanzó el puesto número 86 en la Billboard Hot 100, y en marzo de 2005 alcanzó el puesto número 19 en el UK Singles Chart. La canción también ayudó a expandir la base de fanes de la banda, y ha sido certificada con el disco de oro por la RIAA de Estados Unidos. También fue nominada por los premios de la revista Kerrang! al mejor sencillo.

## Lista de canciones
Versión 1 (CD promocional)
1. «I'm Not Okay (I Promise)» (edición de radio) – 3:16

Versión 2 (CD lanzado en Australia)
1. «I'm Not Okay (I Promise)» – 3:09
2. «Bury Me In Black» (demo) – 2:39
3. «You Know What They Do To Guys Like Us In Prison» (en vivo para BBC Radio 1 sesión Lock Up) – 2:51

Versión 3 (CD)
1. «I'm Not Okay (I Promise)» – 3:09
2. «Bury Me In Black» (demo) – 2:37
3. «You Know What They Do To Guys Like Us In Prison» (en vivo para BBC Radio 1 sesión Lock Up) – 2:51
4. «I'm Not Okay (I Promise)» (en vivo para MTV $2 Bill) – 3:24

Versión 4 (CD relanzado)
1. «I'm Not okay (I Promise)» – 3:07
2. «You Know What They Do To Guys Like Us In Prison» (en vivo para BBC Radio 1 sesión Lock Up) – 2:51

Versión 5 (CD relanzado)
1. «I'm Not Okay (I Promise)» – 3:09
2. «You Know What They Do To Guys Like Us In Prison» (en vivo para BBC Radio 1 sesión Lock Up) – 2:51
3. «I'm Not Okay (I Promise)» (en vivo para MTV $2 Bill) – 3:24

Versión 6 (descarga digital)
1. «I'm Not okay (I Promise)» – 3:09
2. «You Know What They Do To Guys Like Us In Prison» (en vivo para BBC Radio 1 sesión Lock Up) – 2:51